# Blastobasidae
Blastobasidae Meyrick, 1894 è una famiglia di falene nella superfamiglia Gelechioidea.

## Distribuzione e habitat
La famiglia ha una distribuzione cosmopolita, anche se in alcuni luoghi le specie non sono native ma introdotte dall'uomo.

## Tassonomia
Secondo una recente revisione la famiglia comprende 377 specie in 24 generi.
In Europa sono presenti i seguenti generi:
- Asaphocrita
- Blastobasis
- Hypatopa
- Neoblastobasis
- Tecmerium
- Xenopathia
- Zenodochium

Nel recente passato questo taxon veniva incluso nella famiglia Coleophoridae come sottofamiglia Blastobasinae.
I Symmocidae sono talvolta inclusi nei Blastobasidae come sottofamiglia o tribù.